# طيكة
الطُّيْكَة (بالتركية: Toyga)‏ (بالتركية: Toğga)‏ هي وجبة وطنية من المطبخ التركي. هو حساء الزبادي المطبوخ مع مجموعة متنوعة من الأعشاب، مثل النعناع، والقمح وبعض الحمص أحيانًا.